# Мілюдакаси
Мілюдака́си (рос. Милюдакасы, чув. Милютакасси) — присілок у Чувашії Російської Федерації, у складі Ярабайкасинського сільського поселення Моргауського району.
Населення — 197 осіб (2010; 205 в 2002, 168 в 1979; 225 в 1939, 247 в 1926, 338 в 1906, 245 в 1858).

## Історія
Історична назва — Мелюда. До 1866 року селяни мали статус державних, займались землеробством, тваринництвом. 1931 року утворено колгосп «Будьонний». До 1920 року присілок перебував у складі Акрамовської волості Козьмодемьянського, а до 1927 року — Чебоксарського повіту. 1927 року присілок переданий до складу Татаркасинського району, 1935 року — до складу Ішлейського, 1944 року — до складу Моргауського, 1959 року — до складу Сундирського, 1962 року — до складу Чебоксарського, 1964 року — повернутий до складу Моргауського району.